# Лудина Гора
Лудина Гора — деревня в Волоколамском районе Московской области России.
Относится к Ярополецкому сельскому поселению, до реформы 2006 года относилась к Волоколамскому сельскому округу.

## География
Деревня Лудина Гора расположена на левом берегу реки Вельги (бассейн Иваньковского водохранилища), в непосредственной близости от юго-западной границы города Волоколамска. В деревне три улицы — Заречная, Морских пехотинцев и Родниковая, два переулка — Луговой и Морских пехотинцев, зарегистрировано три садовых товарищества.

## История
В «Списке населённых мест» 1862 года Лудина Гора — владельческое сельцо 1-го стана Волоколамского уезда Московской губернии по правую сторону Рузского тракта (от города Волоколамска в Рузу), в 4 верстах от уездного города, при речке Вельге, с 13 дворами и 103 жителями (55 мужчин, 48 женщин).
По данным на 1890 год входила в состав Тимошевской волости Волоколамского уезда, число душ мужского пола составляло 20 человек.
В 1913 году — 16 дворов, земское училище, две усадьбы, кожевенный завод и два хутора.
По материалам Всесоюзной переписи населения 1926 года — центр Лудино-Горского сельсовета, проживало 105 жителей (53 мужчины, 52 женщины), насчитывалось 20 крестьянских хозяйств, имелась школа.
С 1929 года — населённый пункт в составе Волоколамского района Московской области.
В 1929 году Лудиногорский и Пороховский сельсоветы присоединили к Солдатскому с/с одновременно отнеся к Волоколамскому району Московского округа Московской области.
4 января 1952 года из Привокзального с/с в Пригородный с/с были переданы селения Лудина Гора и Порохово.

## Население
| 1852 | 1859 | 1926 | 2002 | 2006 | 2010 |
| ---- | ---- | ---- | ---- | ---- | ---- |
| 67   | ↗103 | ↗105 | ↘3   | ↗6   | ↗12  |
| 2013 | 2014 | 2015 | 2016 |      |      |
| ↗14  | ↗15  | ↘11  | →11  |      |      |

## Известные уроженцы, жители
Никитинский, Дмитрий Владимирович (род. 1992) — российский футболист, защитник и полузащитник клуба «Балашиха».

## Инфраструктура
Личное подсобное хозяйство с зоной сельскохозяйственного использования, индивидуальная застройка усадебного типа.

## Достопримечательности
В деревне Лудина Гора расположена Братская могила советских воинов, погибших в 1941—1942 годах Великой Отечественной войны. Братская могила имеет статус памятника истории местного значения.

## Транспорт
Остановки общественного транспорта «Лудина Гора — 1», «Лудина Гора — 2».